# Rejza

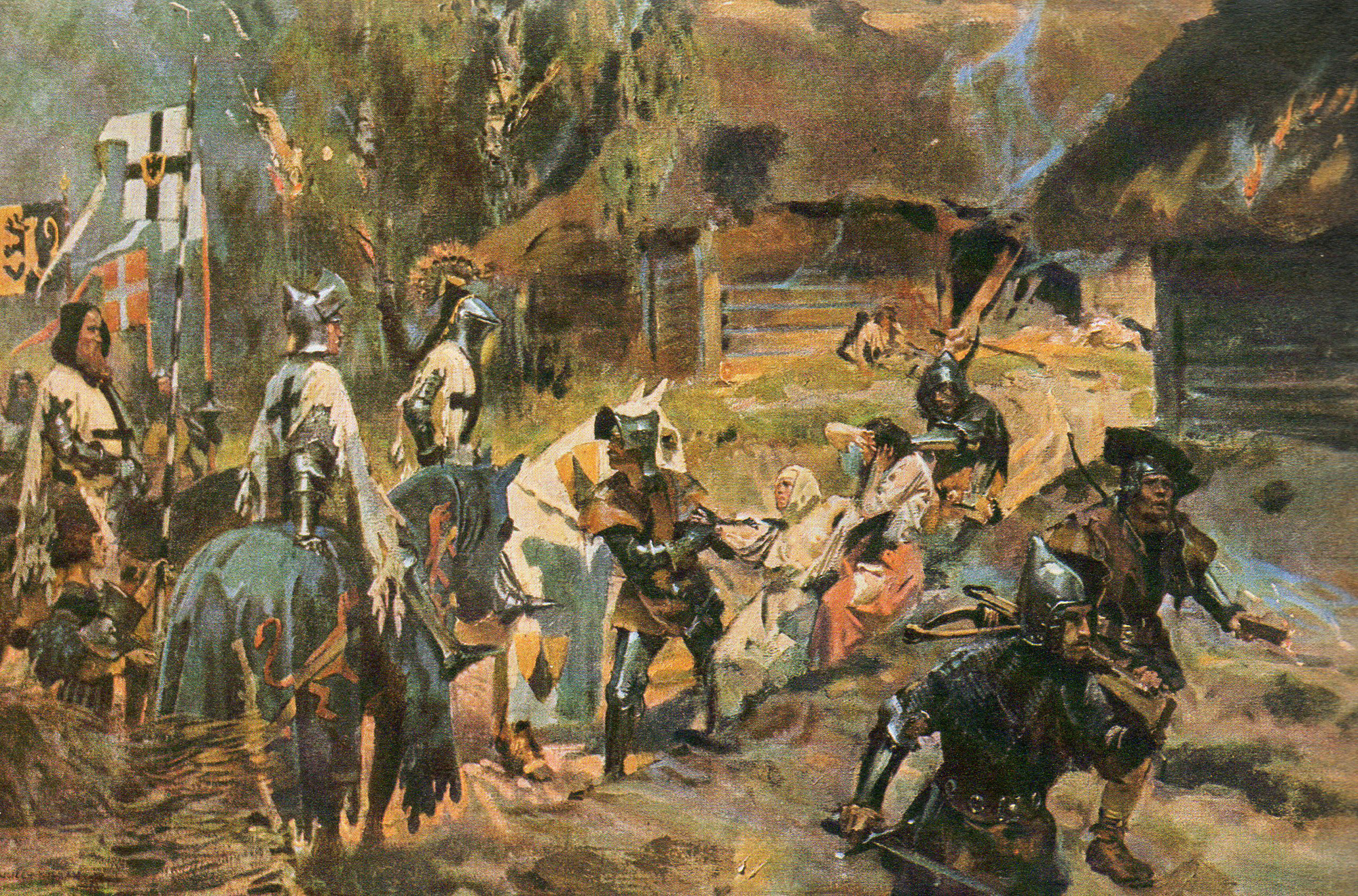
Wojciech Kossak – Apostolstwo krzyżackie (z cyklu „Duch pruski”, 1909)

Rejza – zbrojna wyprawa o charakterze łupieżczym, której celem nie był trwały podbój danego terytorium, lecz przede wszystkim grabież i zdobycie niewolników. Krzyżacy byli organizatorami rejz na Mazowsze, Wielkopolskę, na tereny należące do Prusów oraz na Żmudź i Litwę. Rejzy Krzyżaków przeciwko Litwie nabrały intensywności po opanowaniu przez Zakon Pomorza Gdańskiego i sukcesie, jakim było podpisanie z Królestwem Polskim Pokoju w Kaliszu w 1343 roku. Do czasu „wielkiej wojny” (1409–1411), gdy nasilono fiskalizm, rejzy stanowiły główne źródło dochodów państwa zakonnego.
Rejzami (wł. Razzia) nazywano też ataki piratów berberyjskich na wioski i miasta w basenie Morza Śródziemnego, których ofiarą padali ich mieszkańcy, brani w niewolę i sprzedawani na targach niewolników w Algierze, Oranie, Tunisie i Trypolisie.

## Przebieg rejzy

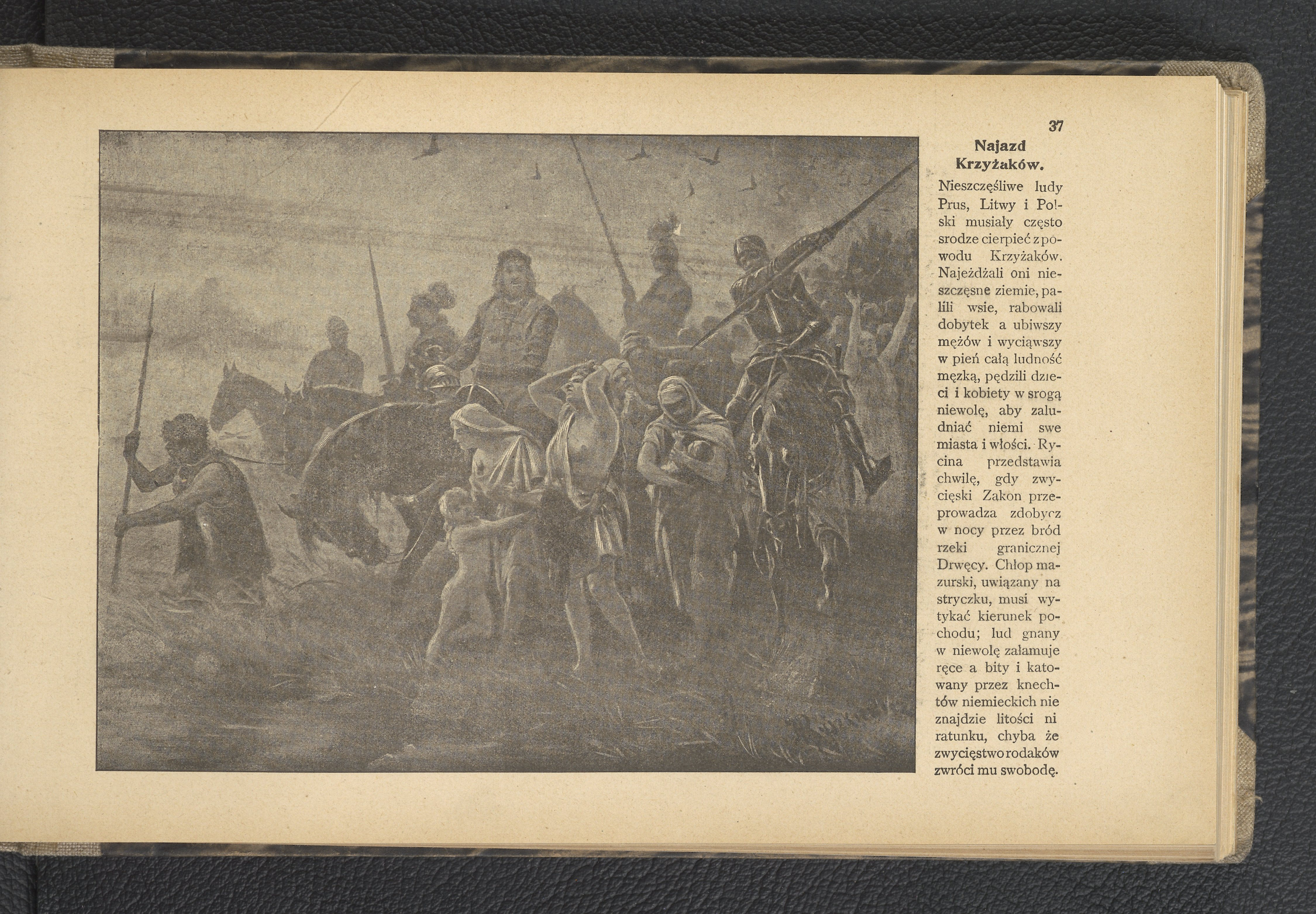
Najazd Krzyżaków

Zwykle w ciągu roku zakon krzyżacki organizował dwie rejzy zimowe, w grudniu i styczniu, pomiędzy którymi urządzano przerwę na obchody świąt Bożego  Narodzenia. W trakcie takich wypraw łupieżczych siły od 200 do 2000 Krzyżaków miały za zadanie szybkie splądrowanie oraz grabież terytorium wroga. W czasie rejzy uprowadzano też jeńców. Letnia rejza odbywająca się w sierpniu lub wrześniu miała na celu przyłączenie do ziem zakonnych nowych terenów, czego dokonywano poprzez niszczenie wrogich grodów i wznoszenie fortyfikacji, początkowo drewnianych, a następnie murowanych. W rejzach licznie uczestniczyli przedstawiciele rycerstwa z Europy Zachodniej. Uczestniczący w rejzach goście, wśród nich także książęta i królowie, przyczyniali się do wzrostu prestiżu zakonu krzyżackiego wśród elit europejskich. Należało do dobrego tonu, przynajmniej raz wziąć udział w krucjacie i w jej trakcie otrzymać pasowanie na rycerza. Ze swojej strony Zakon Krzyżacki zobowiązywał się do wykupienia z pogańskiej niewoli gości zakonu, którzy do niej trafili. W trakcie rejz Zakon organizował tzw. „honorowe stoły“ (,Ehrentische’) i uprawiał propagandę prezentując swoje możliwości militarne i organizacyjne. 